# Сиди-Бу-Зид (вилайет)
Си́ди-Бу-Зид (Сиди-Бузид; араб. ولاية سيدي بوزيد‎) — вилайет в центральной части Туниса.
- Административный центр — город Сиди-Бу-Зид.
- Площадь — 6 994 км², население — 403 500 человек (2007 год).

## География
Граничит с вилайетами: Сильяна на севере, Кайруан на северо-востоке, Сфакс на востоке, Габес на юге, Гафса на юго-западе, Касерин на западе.

## Административное деление
Вилайет Сиди-Бу-Зид делится на 12 округов:
- Бир-эль-Хафей (Bir El Hafey)
- Кеббала-Улед-Аскер (Cebbala Ouled Asker)
- Джильма (Jilma)
- Макнаси (Meknassy)
- Мензель-Бу-Зайен (Menzel Bouzaiane)
- Маззуна (Mezzouna)
- Улед-Хаффуз (Ouled Haffouz)
- Регеб (Regueb)
- Сиди-Али-Бен-Аун (Sidi Ali Ben Aoun)
- Восточный Сиди-Бузид (Sidi Bouzid Est)
- Западный Сиди-Бузид (Sidi Bouzid Ouest)
- Сук-Джедид (Souk Jedid)